# Ключи (группа)
«Ключи» — российская музыкальная рок-группа из Москвы.

## История группы
Годом рождения группы является 1998 год, а её основателем — вокалист Тимур Ришадович Валеев (род. 6 сентября 1968), получивший образование в далёком от музыки МАДИ на факультете ПЭУ (перевозки, экономика, управление) в 1994 году.  Музыкальное образование - музыкальная школа по классу фортепиано. С 14 лет самостоятельно освоил гитару. Первым музыкальным проектом, в котором принимал участие Тимур, стала группа «М-Дуэт», в 1995 году выступавшая в Парке Горького.
Песни, вошедшие в первый альбом группы Ключи, были записаны в Тон-студии Союз в 1997-1998 годах. В выборе названия группы решающую роль сыграла многозначность слова «ключи». Ключи бывают сантехнические, разводные, басовые, скрипичные, газовые, родники, ключи от квартиры, где деньги лежат. Имя должно легко запоминаться и не дезинформировать слушателей решили музыканты. Назвавшись «Ключами», можно делать что угодно. Можно создавать хаус-музыку, можно открыть фирму по ремонту автомобилей, можно продавать минеральную воду, романсы исполнять. А запечатлев на обложке гаечный ключ, можно и хэви-метал играть!
В первом клипе группы на песню «Не надо» приняли участие музыканты группы Свинцовый Туман, которая в конце 90-х была очень популярна.
С момента своего основания до 2004 года группа вела активную деятельность. Первый альбом группы «Ты ещё не знаешь» (1999). Несколько композиций альбома зазвучали на радиостанциях страны, а заглавный хит «Не Надо» попадал в хит парады «Нашего радио» и MTV.
Второй альбом «Между нами» вышел в 2001 году, а песня «Нашла» стала самой известной и узнаваемой песней группы «Ключи». Клип на эту песню занял места в хит-парадах МузТВ и MTV, песня вошла в огромное количество музыкальных сборников, в том числе и «Нашествие (Шаг 8)», и звучала одновременно практически на всех популярных радиостанциях.. Пародия на неё была исполнена командой КВН «Уральские пельмени» во время состоявшегося в 2002 году фестиваля в Сочи. Ещё одной получившей широкую известность песней с альбома «Между нами» стала композиция «Манчестер Сити», которую «Ключи» посвятили одноимённому футбольному клубу. Лидер группы Тимур Валеев известен в спортивной среде как болельщик английской команды и неоднократно выступал в качестве эксперта на передачах на спортивных телевизионных каналах. В частности, в 2019 году был приглашённым гостем в студию Матч ТВ во время трансляции матча Ливерпуль — Манчестер Сити. «Манчестер Сити» — одна из немногих песен в репертуаре коллектива, текст которой принадлежит не Тимуру Валееву. Слова для композиции написал поэт Александр Шаганов.
15 апреля 2004 года группа отметила 5-летие концертом в клубе «Точка». Сразу после него музыканты «взяли длительный тайм-аут», который продлился 5 лет.
После выпуска в 2004 году альбома «Пять непорочных лет», куда в основном вошли старые песни, новостей о коллективе не поступало до тех пор, пока в 2009 году не «ожил» сайт группы. 18 апреля 2009 года группа собрала своих поклонников в московском клубе «16 тонн», отыграла трёхчасовой концерт и представила новый альбом «Пять лет тишины». С этого момента концертная деятельность возобновилась.
В 2010 году наряду с концертной деятельностью был снят клип на песню «Ночь. Дождь», который был представлен в 2011 году. В клипе снялась актриса кино Алёна Константинова. Режиссёром клипа стал Игорь Песоцкий.
Весной 2011 был выпущен альбом «Стреляй не целясь», несколько песен из которого снова попали в хит-парады «Нашего радио». На песни «Ночь дождь». «Завтра любовь» и «Стреляй не целясь» были сняты видеоклипы. Рост популярности группы обеспечил ей выступление в 2011 году на главной сцене фестиваля «Нашествие».
В 2014 году вышел новый альбом группы «Гроза». Презентация альбома состоялась 18 апреля 2014 года в клубе «16 тонн». Клип «Гроза» на заглавную песню альбома появился на музыкальных каналах страны.
В 2015 году «Ключи» приняли участие в состоявшемся на ВДНХ V Московском молодёжном фестивале «Майский взлёт», который был приурочен к 85-летию со дня основания МАИ.
В 2016 году группа в пятый раз выступила на фестивале «Нашествие».
В 2017 году группа выпустила клип на новую песню «Мечты», за несколько месяцев набравший на YouTube более миллиона просмотров.
В 2018 году в группе появился новый гитарист Михаил Потапов, который сменил Олега Белоусова, проработавшего с «Ключами» пять лет. Кроме того, лидер Charsky Project Александр Чарский всё чаще стал подменять основного клавишника группы Илью Муртазина, поскольку последний много времени уделял работе с Павлом Кашиным, а также являлся участником группы «Високосный год».
В 2018 году концерты группы были приурочены к 50-летию вокалиста Тимура Валеева. В выступлении в московском клубе Red на сцене принял участие экс-вокалист группы «Технология» Роман Рябцев, а также лидер «Старого приятеля» Александр Зарецкий.
В 2021 году вышел седьмой студийный альбом «Привет», в который, помимо прочего, вошла одна из наиболее популярных композиций группы «Просто так», записанная в новом звучании, а также трек «Исландия», посвящённый сенсационному выступлению сборной Исландии на Чемпионате Европы по футболу в 2016 году. Место клавишника в группе на концертах вновь занял Илья Муртазин, но официальных заявлений о смене состава группа не давала.
В 2022 году гитарист Михаил Потапов покинул «Ключи» по личным обстоятельствам и перешёл на работу в набирающую популярность группу HELVEGEN, а на его месте на нескольких концертах выступал Олег Белоусов. На концерте в Курске в апреле на сцену вместе с Белоусовым вышел Никита Баловнев. С лета 2022 года группа «Ключи» выступает в следующем составе: Тимур Валеев, Иван Курнаев, Алексей Стилаев, Никита Баловнев, а также новый участник коллектива Ключи - звукорежиссёр, продюсер, аранжировщик,  Александр «Лев» Коновалов. 23 декабря группа представила новую студийную версию версию песни "Выдумка", одновременно опубликовав её на всех цифровых площадках. По словам Тимура Валеева, "когда песня в 2001 году изначально была включена в альбом "Между нами", она не рассматривалась как потенциальный хит. Однако со временем "Выдумка" самостоятельно нашла своего преданного слушателя, и на концертах публика стала петь песню всем залом, что стало неожиданностью. Со временем песня обрела новую форму и аранжировку. А недавно вошедший в состав группы в качестве гитариста легендарный музыкальный продюсер Александр Лев-Коновалов предложил именно с песни "Выдумка" начать реинкарнацию наших лучших песен. Получилось хорошо: уже несколько московских радиостанций выразили готовность поставить её в эфир, а кинокомпании примеряют к сериалам."
В 2023 году группа выпустила клип на песню "Выдумка", закадровый голос для которого был записан Ютой. Об этом певица рассказала в эфире своей авторской программы «уЮтная гостиная» на Радио Sputnik в ходе передачи с Тимуром Валеевым.
Осенью 2023 года "Ключи" провели концерты в Москве, Санкт-Петербурге и Курске, приурочив их к 55-летию Тимура Валеева.
В начале 2024 года Тимур Валеев и группа "Ключи" номинированы на премию радиостанции Наше радио Чартова дюжина сразу в трёх номинациях: "группа", "солист" и "концерт". На премию "концерт года" претендует выступление коллектива 9 апреля 2023 года в клубе 16 тонн. Кроме того, в номинации "совместная работа" представлена композиция песня "Снег" проекта Чёрный кролик, в записи которой наряду с несколькими десятками музыкантов принимал участие Тимур Валеев.
В 2024 году у коллектива состоялись концерты в Москве и Санкт-Петербурге, которые были посвящены 25-летию группы. В концерте в столичном клубе "16 тонн" приняли участие Родион Газманов, лидер Свинцового тумана Дмитрий Нестеров, Теймураз Хайдарцев и многие другие исполнители 

## Состав группы
- Тимур Валеев — акустическая гитара, гитара, вокал, электропианино, лидер группы, автор;
- Иван Курнаев — бас-гитара (с 1998 года);
- Алексей Стилаев (Stiv) — ударные (с 2013 года).
- Никита Баловнев - гитара (с 2022 года);
- Александр Лев - Коновалов - гитара, бэк-вокал (с 2022 года)
- Илья Муртазин — клавишные, бэк-вокал (с 2013 года. Периодически. Принимает участие не во всех концертах группы в силу долговременных отсутствий в РФ);

### Бывшие участники
- Александр Портнов — гитара (1998—1999);
- Андрей Голованов — гитара (1999—2004);
- Дмитрий Сухачев — ударные (1998—1999);
- Олег Бобков — клавишные, вокал (1998 -2013 года);
- Сергей Шанглеров (Шай) — гитара (2009-2013);
- Олег Белоусов — гитара, слайд, (с 2013 по 2019 г.);
- Иван Васюков — ударные (2000—2001, 2009);
- Павел Элькинд — ударные (2001—2004);
- Александр Чарский — клавишные (2018 - 2020);
- Михаил Потапов — гитара (2019 - 2022).

## Дискография

### Студийные альбомы
- 1999 — Ты ещё не знаешь
- 2001 — Между нами
- 2004 — Пять непорочных лет
- 2009 — Пять лет тишины
- 2011 — Стреляй не целясь
- 2014 — Гроза
- 2021 — Привет

### Синглы
- 2004 — Ожидание весны
- 2010 — Музыка здесь!
- 2017 — Мечты
- 2022 — Барсика оставим бабушке
- 2022 — Выдумка

### Видеоклипы
- 1998 — Не надо
- 1999 — Понедельник, 5:25
- 1999 — Ты ещё не знаешь
- 2001 — Нашла
- 2001 — Камни
- 2009 — Капля
- 2010 — Если нет пули
- 2017 — Скучаю
- 2010 — Выдумка
- 2010 — Ночь. Дождь
- 2011 — Завтра любовь
- 2011 — Стреляй не целясь
- 2013 — Гроза
- 2013 — Солнечный день
- 2014 — Запишу тишину
- 2016 — След Любви
- 2017 — Мечты
- 2017 — Просто так
- 2022 — Барсика оставим бабушке[21]
- 2023 — Выдумка (новая версия)[22]

### Каверы
На счету «Ключей» несколько записанных на студии и исполняемых на концертах кавер-версий песен различных исполнителей. Это Rialto — «Monday Morning 5.19», спетая в переводе под названием «Понедельник 5.25», Владимир Высоцкий — «Баллада о любви» и Владимир Шаинский «Облака», под номером 1 попавшая в сборник «DetсКий CaD, Штаны На Лямках», выпущенный в 2002 году Нашим радио, а также опубликованная в 2004 году на альбоме «Пять Непорочных Лет». Кроме того, композиция «Облака» должна была попасть в саундтрек к художественному фильму режиссёра Сергея Бодрова младшего «Связной», однако производство фильма было остановлено из-за гибели съёмочной группы 20 сентября 2002 года в Кармадонском ущелье в Северной Осетии во время схода ледника Колка.
На некоторых концертах «Ключи» исполняют кавер-версию песни Владимира Кузьмина «Без тебя», однако в записи эта композиция не появлялась.

## Фильмография
- "Счастливая жизнь Ксении" (2017, реж. Алексей Богданов). Использована композиция "Завтра любовь"[23].
- "Без права на ошибку" (2016, реж. Александр Высоковский). Использована композиция "След любви"[24].